# Gibraltár (film, 1938)
A Gibraltár (Gibraltar) 1938-ban forgatott fekete–fehér francia játékfilm, Fedor Ozep rendezésében. 
Magyarországon 1939. szeptember 9-én mutatták be.

## Cselekménye
Gibraltár közelében felrobban egy angol csapatszállító hajó. A kémelhárítás egyelőre hiába próbál a merénylők nyomába jutni. A vezérkarhoz beosztott egyik tiszt, Jackson hadnagy inkább Tanger mulatójában tölti idejét és Mercédès-nek, a spanyol táncosnőnek teszi a szépet. Londonból megérkezik Wilcox ezredes leánya, aki régóta szerelmes a hadnagyba. A tiszteletére rendezett estélyen, ahol Jackson is jelen van, eltűnik az angol flotta titkosírásának kulcsa. Megállapítják, hogy a tettes Jackson; lefokozzák és várfogságra ítélik. Jackson azonban megszökik, a spanyol táncosnőhöz menekül és beáll Marson bandájába, melynek a táncosnő is tagja. 
Az arab lázadók megbízásából a kalandor Marson szervezi az angolok elleni merényleteket. Jackson elítélése csak látszat volt, hogy eltereljék róla a gyanút, így sikerül lelepleznie a szervezetet és vezetőjét, Marsont. Mercédès életével fizet kémkedéséért, Maud pedig Jackson felesége lesz. 

## Főszereplők
- Roger Duchesne – Robert Jackson hadnagy
- Erich von Stroheim – Marson
- Viviane Romance – Mercédès
- Yvette Lebon – Maud Wilcox
- Jean Périer  – Wilcox ezredes
- Abel Jacquin – Frank Lloyd